# Szemétkosártaxon

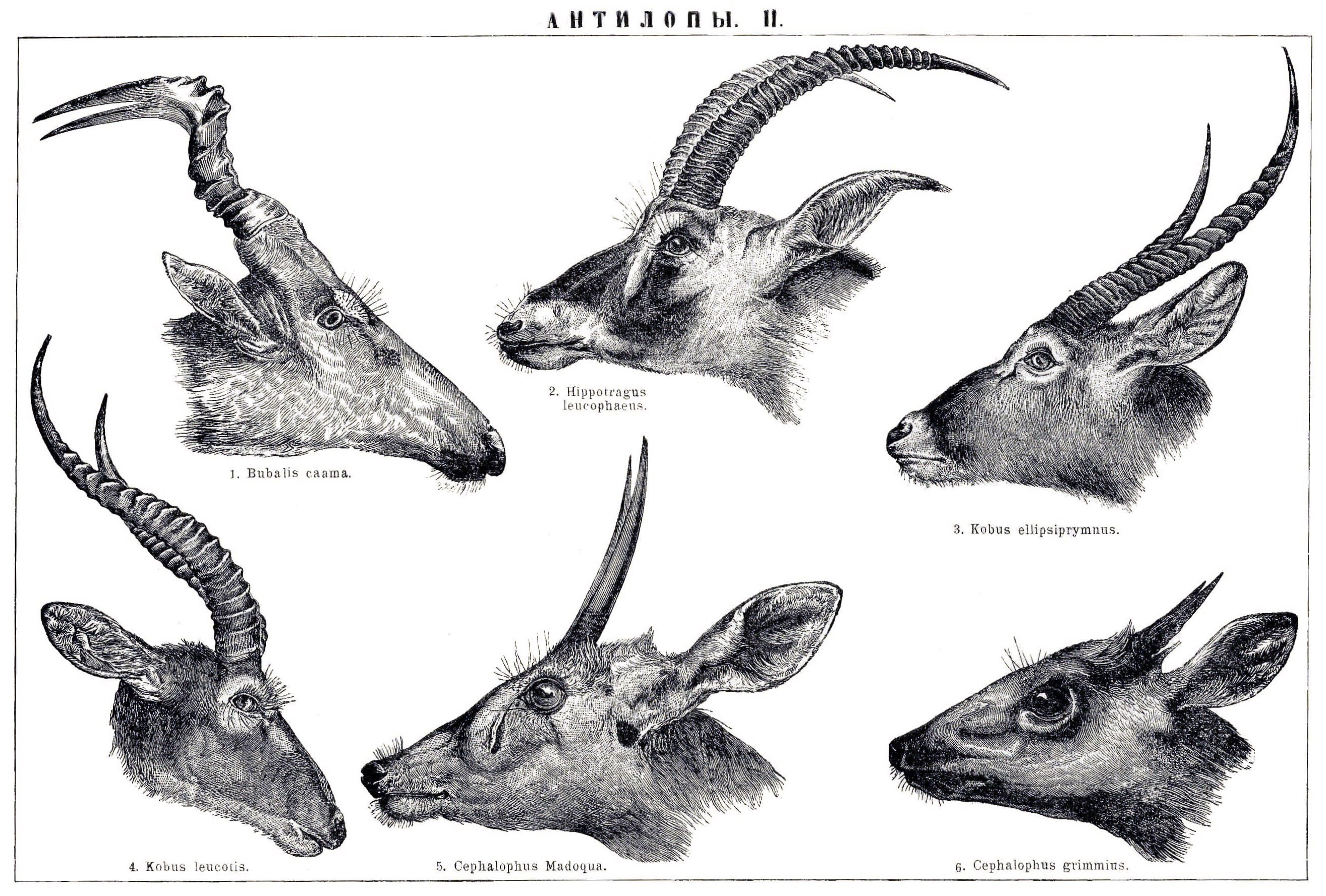
Az antilopok a tülkösszarvúak azon fajai, amik nem tartoznak sem a kecskék, sem a juhok, sem a marhák közé.

A szemétkosártaxon (angol nyelven: wastebasket taxon, wastebin taxon, dustbin taxon vagy catch-all taxon) kifejezést azokra a rendszertani taxonokra használják, melyek létezésének egyetlen értelme, hogy osztályozni lehessen a nem besorolható élőlényeket. Általában egyes kladisztikus karakterek hiánya, vagy valamely taxon(ok)hoz való nem tartozásuk határozza meg őket. A szemétkosártaxonok definíció szerint parafiletikusak vagy polifiletikusak, így nem tekinthetők érvényes taxonnak a modern rendszertan szabályai szerint.
Ilyen „minden más” kategória például a gerincteleneké, ami a gerincesek kiválasztása után maradt meg: a „gerinctelenek” tartalmazzák az állatok összes törzsét a Chordatán kívül, s egyébként nincsenek olyan közös őseik, melyek a gerinceseknek nem ősei. A szemétkosártaxonok közé tartozik még például a protiszták (Protista), Carnosauria, Thecodontia, és a Tricholomataceae.
Néha, taxonómiai revíziók során, egy-egy szemétkosártaxont „meg lehet menteni” tagjaik gondos átvizsgálásával, majd annak szűkebb definíciójával, hogy mit tekintünk a taxonhoz tartozónak. Ilyen technikák segítségével „mentették meg” a Carnosauriát és a Megalosaurust. Máskor a taxon nevéhez túl sok sallang tapad. Ilyenkor általában egy új, szűkebb értelmű nevet választanak neki (például a Rhynchocephalia vagy a Thecodontia esetében), vagy teljesen felhagynak a használatával (amint történt például a Simia esetében).
Hasonló elvek alapján beszélhetünk formataxonokról. A formataxonok olyan szemétkosár-csoportosítások, amelyeknél a taxont a közös életforma köti össze, ami a konvergens evolúció folytán gyakran hasonló testformához is vezet. Ide tartozik például a Graculavidae és a tengeri madarak. (Két tengerimadár-specialista szavaival élve: „A tengeri madarak egyetlen közös vonása, hogy tengervízi élőlényekkel táplálkoznak; de, ahogy ez a biológiában gyakran előfordul, néhányuk mégsem ezt teszi.”) A Graculavidaét eredetileg a Neornithes (modern madarak) legkorábbi családjaként írták le, de újabban számos korai, egymással össze nem függő Neornithes-leszármazásvonalat egyesítenek benne, ezek közül többet ma éppen a tengeri madarak formataxonjához sorolnak.

## Fordítás
- Ez a szócikk részben vagy egészben a Wastebasket taxon című angol Wikipédia-szócikk ezen változatának fordításán alapul.  Az eredeti cikk szerkesztőit annak laptörténete sorolja fel. Ez a jelzés csupán a megfogalmazás eredetét és a szerzői jogokat jelzi, nem szolgál a cikkben szereplő információk forrásmegjelöléseként.